# Washington Rivière
Washington Rivière (* 1933 in La Pampa) ist ein argentinischer Maler, der von 1969 bis in die 1990er Jahre in Europa lebte und arbeitete.
Rivière stammt aus einem kleinen Dorf auf dem Land, wo sein Vater Lehrer war.  Er ging in Córdoba zur Schule und studierte in den 1950er Jahren an der dortigen Universität Malerei, Philosophie und Sprachen. Während des Studiums und verstärkt ab 1965 begann er, seine Werke in Einzelausstellungen und Galerien zu zeigen. 1966 ließ er sich in Buenos Aires nieder.
1969 wanderte Rivière nach Paris aus und lebte dort bis 1973. Auch dort zeigte er seine Werke in Einzelausstellungen und Galerien.
Nach einem kurzen Aufenthalt in Rom siedelte Rivière schließlich 1973 dauerhaft nach Deutschland über und eröffnete ein Atelier in Düsseldorf.
In den 1990er Jahren kehrte er wieder nach Buenos Aires zurück, wo er heute arbeitet und lebt. Er stellte seine Werke in zahlreichen Ausstellungen einem internationalen Publikum vor und wurde mehrfach ausgezeichnet und geehrt.  Seine Werke befinden sich in privaten und öffentlichen Sammlungen vor allem in Deutschland und Argentinien, u. a. im Caraffa Fine Arts Museum und im Contemporary Arts Center in Córdoba, im Museo de Arte Municipal (MUMART) in La Plata und im Museum Kunstpalast in Düsseldorf.